# Глід східний
Глід східний (Crataegus orientalis) — вид рослин з родини розових (Rosaceae), поширений у південній частині Європи й західній Азії.

## Опис
Кущ або дерево до 9 м заввишки. Плоди вертикально приплюснуті, 5-кутні, оранжеві чи оранжево-червоні, до 15 мм в діаметрі.

## Поширення
Поширений у Закавказзі (Азербайджан, Вірменія, Грузія), Туреччині, південній і південно-східній Європі (Україна, Албанія, Болгарія, Греція (включаючи Крит), Італія — Сицилія, Македонія, Іспанія).

## Використання
У Карпатах зрідка культивується в парках.